# بيرتوس دي هاردر
يوهان لامبيرتوس دي هاردر الشهير باسم بيرتوس دي هاردر (14 يناير 1920 في لاهاي – 7 ديسمبر 1982 (62 سنة)

) في غيومونت) (بالفرنسية: Johannes Lambertus de Harder)‏ لاعب كرة قدم هولندي راحل كان يجيد اللعب في مركز المهاجم .
لعب دي هاردر في أندية دين هاغ (1937-1949) بوردو (1949-1954) هولاند سبورت (1954-1956) أنغوليم (1956-1957) .
شارك دي هاردر مع منتخب هولندا في 11 مباراة مسجلا 3 أهداف في الفترة من 1938 إلى 1955 . تم استدعائه للمشاركة في بطولة كأس العالم لكرة القدم 1938 التي أقيمت في فرنسا حيث لعب في مباراة الدور الثمن النهائي أمام منتخب تشيكوسلوفاكيا حيث خسر بنتيجة 0/3 .
تولى دي هاردر تدريب أندية أنغوليم (1957-1960) مولهاوس (1962-1964) .

## روابط خارجية
- بيرتوس دي هاردر على موقع قاعدة بيانات كرة القدم.إي يو (الإنجليزية)
- بيرتوس دي هاردر على موقع ناشيونال فوتبول تيمز (الإنجليزية)
- بيرتوس دي هاردر على موقع Soccerway.com (الإنجليزية)
- بيرتوس دي هاردر على موقع عالم كرة القدم.نت (الإنجليزية)